# Маденієт (Тайиншинський район)
Маденіє́т (каз. Мәдениет) — село у складі Тайиншинського району Північноказахстанської області Казахстану. Входить до складу Літовочного сільського округу.
Населення — 116 осіб (2021; 218 у 2009, 338 у 1999, 367 у 1989).
Національний склад станом на 1989 рік:
- казахи — 100 %.